# Carmelo Simeone
Carmelo Simeone (Ciudadela, 22 september 1934 – Buenos Aires, 11 oktober 2014) was een Argentijns voetballer. 
Simeone begon zijn carrière bij Vélez Sarsfield, waar hij zes jaar speelde. In 1961 maakte hij van middenmoter Sarsfield de overstap naar het grote Boca Juniors. Aan de zijde van topspelers als Antonio Roma, Antonio Rattín en Silvio Marzolini behaalde hij drie landstitels. In 1968 ging hij bij Sportivo Belgrano in een lagere reeks spelen. 
Tussen 1959 en 1966 werd hij 22 ingezet voor de nationale ploeg. Al in zijn eerste jaar won hij de Copa América. Hij werd geselecteerd voor het elftal op het WK 1966, maar werd daar niet opgesteld.